# لقمه‌سوخاری
لُقمه‌سوخاری (انگلیسی: Fritter) قطعه‌غذایی است که آن را پس از پوشاندن با خمیرابه، در روغن غوطه‌ور و سرخ می‌کنند. انواع کوکو در آشپزی ایرانی را می‌توان زیرمجموعه‌ای از انواع لقمه‌سوخاری‌ها در آشپزی جهانی دانست.
پاکوره هندی، تمپورای ژاپنی، کوکور در مالزی، و آرانچینوی ایتالیایی در زمره لقمه‌سوخاری‌ها هستند.